# International Classification of Primary Care
Die International Classification of Primary Care (ICPC) ist eine medizinische Klassifikation, die speziell für die Bedürfnisse der Primärversorgung und der Allgemein- und Familienmedizin entwickelt wurde. Aktuell ist zurzeit (2010) die zweite Ausgabe (ICPC-2) von 2003. Im Unterschied zur ICD-10 werden keine Diagnosen, sondern Beratungsanlässe kodiert.

## Struktur
Die ICPC-2 ist zweiachsig aufgebaut. Sie umfasst 17 Kapitel (A–Z) für die Organsysteme, die jeweils in sieben Komponenten unterteilt sind, die den Beratungsanlass beschreiben.

### 17 Kapitel
A. Allgemein, unspezifisch
B. Blut und blutbildende Systeme
D. Verdauung
F. Auge
H. Ohr
K. Herz-Kreislauf
L. Muskuloskeletal
N. Neurologisch
P. Psychologisch
R. Atmung
S. Haut
T. Endokrines System, Stoffwechsel, Ernährung
U. Urologisch
W. Schwangerschaft, Kindererziehung, Familienplanung
X. Gynäkologisch
Y. Männliches Genitale
Z. Soziale Probleme

### 7 Rubriken (Komponenten)
1. Symptome, Beschwerden
2. Diagnostik, vorbeugende Maßnahmen
3. Medikation, Behandlung
4. Untersuchungsergebnisse
5. Administratives
6. Sonstiges
7. Diagnose, Erkrankungen